# Intossicazione
Per intossicazione si intende uno stato patologico dell'organismo causato dall'azione di una sostanza esogena o endogena, tossica per natura o dosaggio. Nello specifico questo stato anormale può essere causato:
- Da un veleno o qualunque altra sostanza tossica;
- Da ebbrezza per una quantità esagerata di alcool ingerita[1];
- Da un'altra stimolazione emotiva o di ipereccitabilità;
- Da cibo contenente batteri o virus.

## Tipologia
A seconda della causa che ha procurato nell'organismo tale stato alterato si ritrova:
- Intossicazione alimentare e nelle sue varie forme come quella da molluschi paralizzante e l'intossicazione da acqua. Causata dall'ingestione di alimenti contaminati in precedenza da tossine batteriche.

A seconda della durata dell'intossicazione:
- Intossicazione cronica, con meno evidenza dei sintomi manifestati, può progredire anche se la persona si allontana dalla tossina.
- Intossicazione acuta, intossicazione breve ma intensa. Dopo studi si è arrivato a comprendere che a volte le manifestazioni acute sono dovute ad un accumulo nell'organismo di quantità di tossine, e dopo un'ultima esposizione esplodono i sintomi e segni caratteristici.

Le intossicazioni possono anche essere divise in base all'origine del fattore alterante.
- Esogene: l'origine è esterna all'organismo. Ad esempio un'intossicazione da monossido di carbonio
- Endogene: l'origine è interna all'organismo. Ad esempio nel caso dell'iperazotemia.